# Help! (альбом)
Help! (с англ. — «На помощь!») — пятый студийный альбом The Beatles, выпущенный в 1965 году на лейбле Parlophone.

## Об альбоме

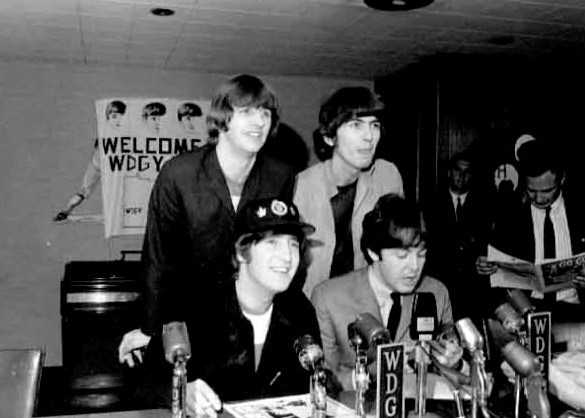
Пресс-конференция, август 1965 года

Как и в случае с альбомом A Hard Day’s Night, песни с первой стороны пластинки прозвучали в одноимённом фильме. Заглавная песня альбома обратила на себя внимание необычной для раннего творчества группы серьёзностью текста. В «You’ve Got to Hide Your Love Away» Джон Леннон также серьёзен; это самый яркий пример влияния Боба Дилана на музыку группы. Очень выразителен и проникновенен вокал Леннона в «It’s Only Love».
Пол Маккартни написал для альбома легендарную «Yesterday», энергичную «Another Girl», рок-н-ролльную «The Night Before» и фолковую «I’ve Just Seen a Face».
Впервые на альбом попали целых две песни Джорджа Харрисона — «I Need You» и «You Like Me Too Much».
Это последний из альбомов группы, на котором были исполнены песни других авторов («Act Naturally» и «Dizzy Miss Lizzy»).
Альбом ясно очертил поворот в творчестве группы, через год после выхода альбома группа отыграла свой последний живой концерт и полностью посвятила себя работе в студии.
В британском хит-параде диск занимал 1-е место в течение 9 недель подряд с 14 августа 1965 (CD-версия достигла 61-го места в 1987 году).

## Список композиций
Песни первой стороны звучат также в фильме «На помощь!».
Слова и музыка всех песен — написаны Джоном Ленноном и Полом Маккартни, за исключением отмеченных.
| №  | Название                            | Вокал     | Длительность |
| -- | ----------------------------------- | --------- | ------------ |
| 1. | «Help!»                             | Леннон    | 2:16         |
| 2. | «The Night Before»                  | Маккартни | 2:30         |
| 3. | «You’ve Got to Hide Your Love Away» | Леннон    | 2:06         |
| 4. | «I Need You» (Харрисон)             | Харрисон  | 2:25         |
| 5. | «Another Girl»                      | Маккартни | 2:02         |
| 6. | «You’re Going to Lose That Girl»    | Леннон    | 2:17         |
| 7. | «Ticket to Ride»                    | Леннон    | 3:02         |

| №  | Название                                       | Вокал              | Длительность |
| -- | ---------------------------------------------- | ------------------ | ------------ |
| 1. | «Act Naturally» (Джонни Рассел, Вони Моррисон) | Старр              | 2:33         |
| 2. | «It’s Only Love»                               | Леннон             | 1:54         |
| 3. | «You Like Me Too Much» (Харрисон)              | Харрисон           | 2:35         |
| 4. | «Tell Me What You See»                         | Леннон и Маккартни | 2:36         |
| 5. | «I’ve Just Seen a Face»                        | Маккартни          | 2:04         |
| 6. | «Yesterday»                                    | Маккартни          | 2:03         |
| 7. | «Dizzy Miss Lizzy» (Ларри Уильямс)             | Леннон             | 2:53         |

### Американский релиз
Все песни написаны Джоном Ленноном и Полом Маккартни, если не указано иное.

#### Первая сторона
1. «Help!» (с инструментальным вступлением)
2. «The Night Before»
3. «From Me to You Fantasy» (инструментал)
4. «You’ve Got to Hide Your Love Away»
5. «'I Need You» (Джордж Харрисон)
6. «In The Tyrol» (Инструментал)

#### Вторая сторона
1. «Another Girl»
2. «Another Hard Day’s Night» (инструментал)
3. «Ticket to Ride»
4. «The Bitter End/You Can’t Do That» (инструментал)
5. «You’re Going to Lose That Girl»
6. «The Chase» (инструментал)

## Участники записи
- Джон Леннон — ведущий вокал, бэк-вокал, гитара, акустическая гитара, фортепиано, орган, ударные
- Пол Маккартни — ведущий вокал, бэк-вокал, гитара, акустическая гитара, бас-гитара; фортепиано; гуиро
- Джордж Харрисон — ведущий вокал, бэк-вокал, гитара, акустическая гитара, ударные
- Ринго Старр — ведущий вокал, ударные

### Приглашённые музыканты
- Джордж Мартин — фортепиано, продюсирование
- Джон Скотт — флейта на «You’ve Got to Hide Your Love Away»